# モナリザの微笑 (曲)
「モナリザの微笑」（モナリザのほほえみ）は、ザ・タイガースの楽曲で、3枚目のシングル。1967年8月15日に発売。前作に続いて橋本淳が作詞、すぎやまこういちが作曲を担当。
レコード発売はオリコンシングルチャート発足以前だが、『ヤング・ミュージック』（集英社）1967年11月号のランキングで最高位となる1位を獲得した。なお、オリコンチャートが正式に発表されるようになった1968年1月4日付で18位にランクインしていた 。

## 収録曲
- 両曲とも、作詞:橋本淳　作曲・編曲:すぎやまこういち

1. モナリザの微笑 (Mona Liza's Smile) [2:30]
2. 真赤なジャケット (Red Jacket) [2:55]

## カバー
モナリザの微笑
- メイジャー・チューニング・バンド（1977年） - メドレー曲「ソウル・これっきりですよ!!」（同名シングルに収録）の1曲として歌唱。
- ザ・カーナビーツ - ファースト・アルバム&モア（1999年）に収録

## 収録アルバム
- 『THE TIGERS ON STAGE』（1967年） (#1)
  - ライブバージョンが収録。
- 『世界はボクらを待っている』（1968年）(#1,2)
  - どちらもリミックスされたバージョン。
- 『A-LIVE』（1982年） (#1)